# Pilibanga
Pilibanga là một thành phố và khu đô thị của quận Hanumangarh thuộc bang Rajasthan, Ấn Độ.

## Nhân khẩu
Theo điều tra dân số năm 2001 của Ấn Độ, Pilibanga có dân số 33.607 người. Phái nam chiếm 53% tổng số dân và phái nữ chiếm 47%. Pilibanga có tỷ lệ 58% biết đọc biết viết, thấp hơn tỷ lệ trung bình toàn quốc là 59,5%: tỷ lệ cho phái nam là 66%, và tỷ lệ cho phái nữ là 48%. Tại Pilibanga, 15% dân số nhỏ hơn 6 tuổi.